# 葛島橋東詰停留場
葛島橋東詰停留場（日语：／ Kazurashimabashi higashizume teiryūjō */?），是位於高知縣高知市葛島一丁目，土佐電交通後免線的電車站。

## 歷史
此電車站在1910年（明治43年）10月，由土佐電交通的前身土佐電氣鐵道葛島橋西詰停留場至鹿兒停留場之間開通，此電車站同時啟用。關於電車站名稱方面，曾經有文件指出電車站名稱當初名為葛島橋東岸停留場，後來改名為葛島橋東詰和葛島東詰。
在葛島橋西詰至鹿兒之間開通之際，此電車站西邊跨越國分川的國分川橋樑（葛島鐵橋）開始使用。該鐵橋在車站啟用以來一直使過，在經過一些補修工程後使用了約90年，隨著橋粱老化和進行高知縣應對風暴潮工程的一環，於2002年（平成14年）重建新的橋粱。在使用新橋的時候，路軌的走線需要遷移，使此電車站也需要遷移。
- 1910年（明治43年）
  - 6月7日 - 國分川橋樑（葛島鐵橋）竣工[1]。
  - 10月15日 - 葛島橋西詰至鹿兒之間開通，土佐電氣鐵道此電車站啟用[1]。
- 2002年（平成14年）12月14日 - 隨著國分川橋樑使用新橋粱，走線也進行改變，電車站也遷移[1][2]。
- 2014年（平成26年）10月1日 - 土佐電氣鐵道、高知縣交通（日语：高知県交通）和土佐電Dream Service（日语：土佐電ドリームサービス）合併，土佐電交通成立[5]。成為土佐電交通的電車站。

## 電車站構造
本站建於專用路軌上，設有2面2線的相對式乘車處。南邊為播磨屋橋方向月台，北邊為後免町方向月台。後免町一方設有渡線，電車可在此電車站折返。

## 電車站周邊
本站鄰近國分川河口附近（東岸）。為了針通在河川發生風暴潮使水位上升，因此興建國分川橋樑（舊橋在進行河道改善工程時已經拆毀）。電車站名稱中的「葛島」是電車站後方的小山，在古代曾經是在浦戶灣中的一座島。後免線路軌為了避開葛島而使走線變得彎曲。
- 國道195號（日语：国道195号）
- 國道32號（日语：国道32号）

## 巴士路線
在「葛島橋東詰」巴士站中設有以下巴士路線停靠。
| 乘車處   | 系統                       | 主要途經         | 目的地             | 巴士公司   | 備註               |
| -------- | -------------------------- | ---------------- | ------------------ | ---------- | ------------------ |
|          | K2                         | 介良通、本江田町 | 潮見台三丁目       | 土佐電交通 | 星期六及日暫停服務 |
| J1       | 縣立美術館通、高知醫療中心 | 望海丘           |                    | 土佐電交通 |                    |
| J2       | 縣立美術館通、高知醫療中心 | 十津團地         |                    | 土佐電交通 |                    |
|          | K1,K2-T1                   | 知寄町、播磨屋橋 | 棧橋車廠           | 土佐電交通 |                    |
| K2-Y1    | 知寄町、播磨屋橋、縣廳前   | 學藝高校         | 星期六及日暫停服務 | 土佐電交通 |                    |
| K2-C1    | 知寄町、播磨屋橋           | 縣廳前           | 土休日運休         | 土佐電交通 |                    |
| J1,J2-G1 | 知寄町、播磨屋橋           | 高知站巴士總站   |                    | 土佐電交通 |                    |

## 相鄰電車站
土佐電交通
後免線
西高須－葛島橋東詰－知寄町三丁目

## 注腳
1. 1 2 3 4  《土佐電鉄が走る街 今昔》100・156-158頁
2. 1 2 3  今尾惠介（監修）. . 11 中国四国. 新潮社. 2009: 60. ISBN 978-4-10-790029-6 （日语）.
3. 1 2 3 4 5 6  《土佐電鉄が走る街 今昔》78-79頁
4. 1 2 3  川島令三. . 【図説】 日本の鉄道. 第2巻 四国西部エリア. 講談社. 2013: 36・92頁. ISBN 978-4-06-295161-6 （日语）.
5. ↑  上野宏人. . 毎日新聞 (毎日新聞社). 2014-10-02 （日语）.
6. ↑  川島令三.  四國篇. 草思社. 2007: 292. ISBN 978-4-7942-1615-1 （日语）.